# Pearl Carr et Teddy Johnson
Pour les articles homonymes, voir Carr et Johnson.
Pearl Lavinia Carr (née le 2 novembre 1921 à Exmouth et morte le 16 février 2020) et Teddy Johnson (né Edward Victor Johnson le 4 septembre 1919 à Surbiton et mort le 5 juin 2018) sont un duo mari et femme britannique populaire dans les années 1950 et au début des années 1960.

## Biographie

### Débuts
Ils étaient tous deux chanteurs solistes à succès avant leur mariage en 1955. Carr a été la chanteuse principale des Keynotes, qui avaient deux succès au Royaume-Uni en 1956 avec Dave King : Memories Are Made of This (en) (n ° 5) et You Can't Be True To Two (n ° 11). Elle a également été une chanteuse de radio populaire et humoriste sur l'émission de radio Bedtime with Braden de Bernard Braden (en).
Johnson avait dirigé son propre groupe de musique d'adolescents, était un batteur professionnel et un artiste d'enregistrement pour Columbia au début des années 1950. Il était aussi un disc jockey sur Radio-Luxembourg en anglais et plus tard sur BBC Radio 2, et figurait dans des émissions de télévision comme l'émission pour enfants Crackerjack de la BBC.

### Succès commun
Carr et Johnson étaient souvent dans des programmes de divertissement de la télévision britannique, tels que The Winifred Atwell Show ainsi que Big Night Out et Blackpool Night Out. Ils représentaient le Royaume-Uni au Concours Eurovision de la chanson 1959 à Cannes (Johnson étant le premier homme britannique) et ont terminé deuxième avec la chanson Sing, Little Birdie. Elle a atteint la 12e position dans le hit-parade britannique. Ils ont également essayé de représenter à nouveau le Royaume-Uni en 1960 en présentant deux chansons dans la présélection, Pickin' Petals et When the Tide Turns, cette dernière atteint la finale. Ils étaient confrontés au propre frère de Johnson, Bryan Johnson. Finalement, c'est Bryan qui a remporté la sélection nationale et a continué à représenter le Royaume-Uni au Concours Eurovision de la chanson 1960. Il a également terminé à la deuxième place, avec la chanson Looking High, High, High. Carr et Johnson ont sorti un autre simple l'année suivante intitulé How Wonderful to Know, qui se place en 23e position au Royaume-Uni.
En 1986, les deux ont fait l'objet d'une édition de This Is Your Life (en). L'année suivante, en 1987, ils sont apparus dans une reprise de la comédie musicale Follies de Stephen Sondheim dans le West End theatre, au West End de Londres.